# Resolutie 423 Veiligheidsraad Verenigde Naties
Resolutie 423 van de Veiligheidsraad van de Verenigde Naties werd op 14 maart 1978 als eerste resolutie van dat jaar aangenomen door de VN-Veiligheidsraad. Tien leden van de Raad stemden voor. Vijf leden onthielden zich, namelijk Canada, Frankrijk, Duitsland, het Verenigd Koninkrijk en de Verenigde Staten.

## Achtergrond
In 1965 riep een blank minderheidsregime in Zuid-Rhodesië de onafhankelijkheid van de Britse kolonie uit. Dit werd door de Verenigde Naties in resolutie 217 illegaal verklaard, terwijl het VK ervoor verantwoordelijk werd geacht om het illegale regime te beëindigen.

## Inhoud
De Veiligheidsraad:
- Herinnert aan de resoluties over de kwestie, en resolutie 415 in het bijzonder.
- Herbevestigt dat de aanwezigheid van het illegale regime in Zuid-Rhodesië een bron van onveiligheid en onstabiliteit is in de regio en de internationale vrede en veiligheid bedreigt.
- Is erg bezorgd over de militaire operaties van het illegale regime, onder meer tegen buurlanden.
- Is verontwaardigd over de terechtstelling van vrijheidsstrijders.
- Overweegt de nood aan dringende maatregelen om het illegale regime te beëindigen ten voordele van een meerderheidsregime.

1. Veroordeelt alle pogingen en daden van het illegale regime om de macht bij een racistische minderheid te behouden en de onafhankelijkheid van Zimbabwe te voorkomen.
2. Verklaart alle onder eigen bevoegdheid gesloten akkoorden illegaal en onaanvaardbaar en roept alle landen op om deze niet te erkennen.
3. Verklaart verder dat de snelle beëindiging van het illegale regime en de vervanging van diens leger en politie de eerste voorwaarde zijn voor het herstel van de orde in Zuid-Rhodesië zodat aan een vreedzame democratische overgang naar een meerderheidsregime en onafhankelijkheid in 1978 kan worden gewerkt.
4. Verklaart ook dat hier vrij en eerlijke verkiezingen bij horen.
5. Roept het Verenigd Koninkrijk op het illegale regime te beëindigen en het gebied te dekoloniseren.
6. Overweegt dat het VK met de betrokken partijen moet overleggen over de dekolonisatie.
7. Vraagt de secretaris-generaal tegen 15 april te rapporteren over de uitvoering van deze resolutie.

## Verwante resoluties
- Resolutie 411 Veiligheidsraad Verenigde Naties
- Resolutie 415 Veiligheidsraad Verenigde Naties
- Resolutie 424 Veiligheidsraad Verenigde Naties
- Resolutie 437 Veiligheidsraad Verenigde Naties

Lijst ·  423 ·  424 ·  425 ·  426 ·  427 ·  428 ·  429 ·  430 ·  431 ·  432 ·  433 ·  434 ·  435 ·  436 ·  437 ·  438 ·  439 ·  440 ·  441 ·  442 ·  443